# Savanur
Savanur (Kannada: ಸವಣೂರ Savaṇūra [ˈsʌʋʌɳuːrʌ]) ist eine Stadt im indischen Bundesstaat Karnataka mit 40.000 Einwohnern (Volkszählung 2011). 
Bis 1948 war Savanur Hauptstadt des Fürstenstaates Savanur.
Savanur liegt im Distrikt Haveri im nördlichen Zentral-Karnataka auf einer Höhe von rund 590 Metern über dem Meeresspiegel auf dem Dekkan-Plateau. Die Stadt ist Hauptort des Taluks (Sub-Distrikts) Savanur. Die nächstgrößeren Städte sind die Distrikthauptstadt Haveri rund 30 Kilometer südlich und Hubballi-Dharwad knapp 60 Kilometer nördlich. 10 Kilometer westlich von Savanur führt die nationale Fernstraße NH 4 vorbei. Der Bahnhof Savanur befindet sich acht Kilometer östlich der Stadt.
Savanur war ursprünglich von einer Befestigung umgeben, von der noch Reste erhalten sind. Am Stadtrand Savanurs stehen drei große Baobab-Bäume mit Stammumfängen von 18, 16 und 14 Metern. Wie diese ursprünglich aus Afrika stammenden Bäume nach Savanur gelangten, ist nicht klar. Der lokalen Legende nach sollen sie vor 5000 Jahren vom Gott Krishna eingeführt worden sein.